# Münchner Freiheit (metrostation)
Münchner Freiheit is een metrostation in de wijk Schwabing van de Duitse stad München vernoemd naar het gelijknamige plein. Het station werd geopend op 19 oktober 1971 en wordt bediend door de lijnen U3 en U6 van de metro van München.
Het station is ontworpen door Paolo Nestler. Het lichtontwerp is van Ingo Maurer. Bij de tunnelingangen bevindt zich een kunstwerk van Jürgen Reipka.

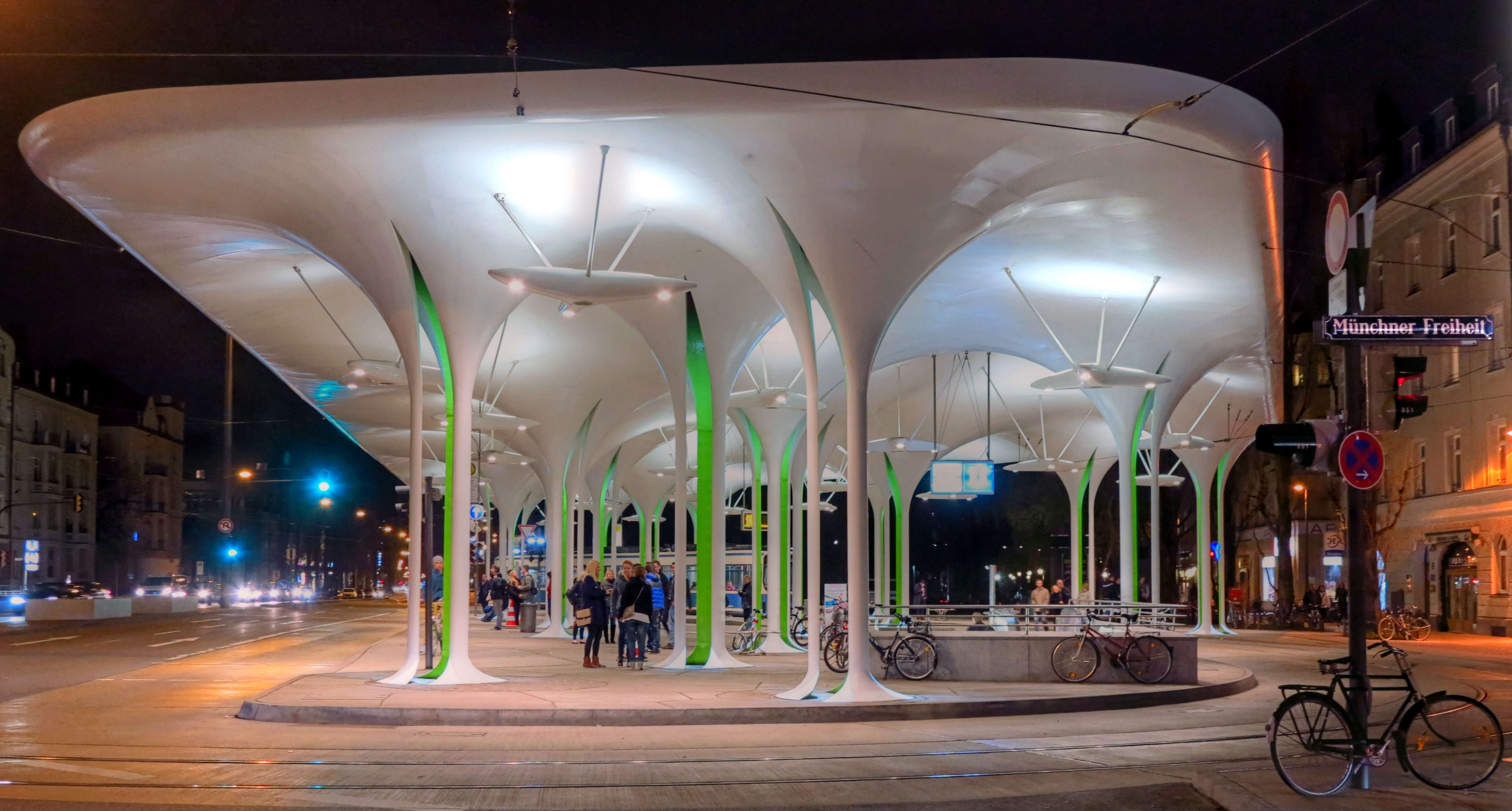
tram en busstation in 2012

Sinds 2009 heeft het metrostation een tramverbinding, die er al eerder was maar door de komst van de U-Bahn verdween.  